# Botswanisch-portugiesische Beziehungen
Die botswanisch-portugiesischen Beziehungen umfassen die bilateralen Beziehungen zwischen Botswana und Portugal. Die Länder unterhalten seit 1980 direkte diplomatische Beziehungen.
Die Beziehungen zwischen Botswana und Portugal gelten als unbelastet, aber schwach ausgeprägt. Es bestehen kaum historische Bezüge und ebenso wenige politische Berührungspunkte über die gemeinsame Arbeit in den UNO-Organen oder die ohnehin wenig intensive Zusammenarbeit zwischen Botswana und der EU hinaus. Auch ihr bilateraler Handel befindet sich auf einem niedrigen Niveau, wenn auch zuletzt wieder im Wachstum begriffen.
Lediglich die kleine portugiesische Gemeinde in Botswana kann als ein vergleichsweise bedeutendes Verbindungsglied genannt werden: 2019 waren 466 in Portugal geborene Bürger in Botswana registriert, 2014 waren 185 Bürger bei den portugiesischen Konsulaten in Botswana registriert. Im Gegenzug waren im Jahr 2020 acht botswanische Staatsbürger in Portugal gemeldet, davon drei im Distrikt Castelo Branco und zwei im Distrikt Lissabon.

## Geschichte
Die Geschichte Botswanas und die Portugals berührten sich bis zum 20. Jahrhundert so gut wie nie: Die portugiesischen Entdeckungsreisenden agierten überwiegend an der Küste und trieben nur auf wenigen Routen Handel ins Landesinnere, vor allem im etwas nordwestlicher gelegenen Angola. Mit den Toutswe- und Mapungubwe-Reichen im heutigen Botswana entstanden dabei keine nennenswerten Kontakte.
Botswana wurde im 19. Jahrhundert britische Kolonie und erlangte 1966 seine Unabhängigkeit. Zum kolonialen Estado-Novo-Regime in Portugal entstanden dabei keine Beziehungen, insbesondere nach Ausbruch der Portugiesischen Kolonialkriege, ab 1961 in Angola und ab 1964 auch in Mosambik, beide im südlichen Afrika und damit regionale Nachbarn Botswanas.

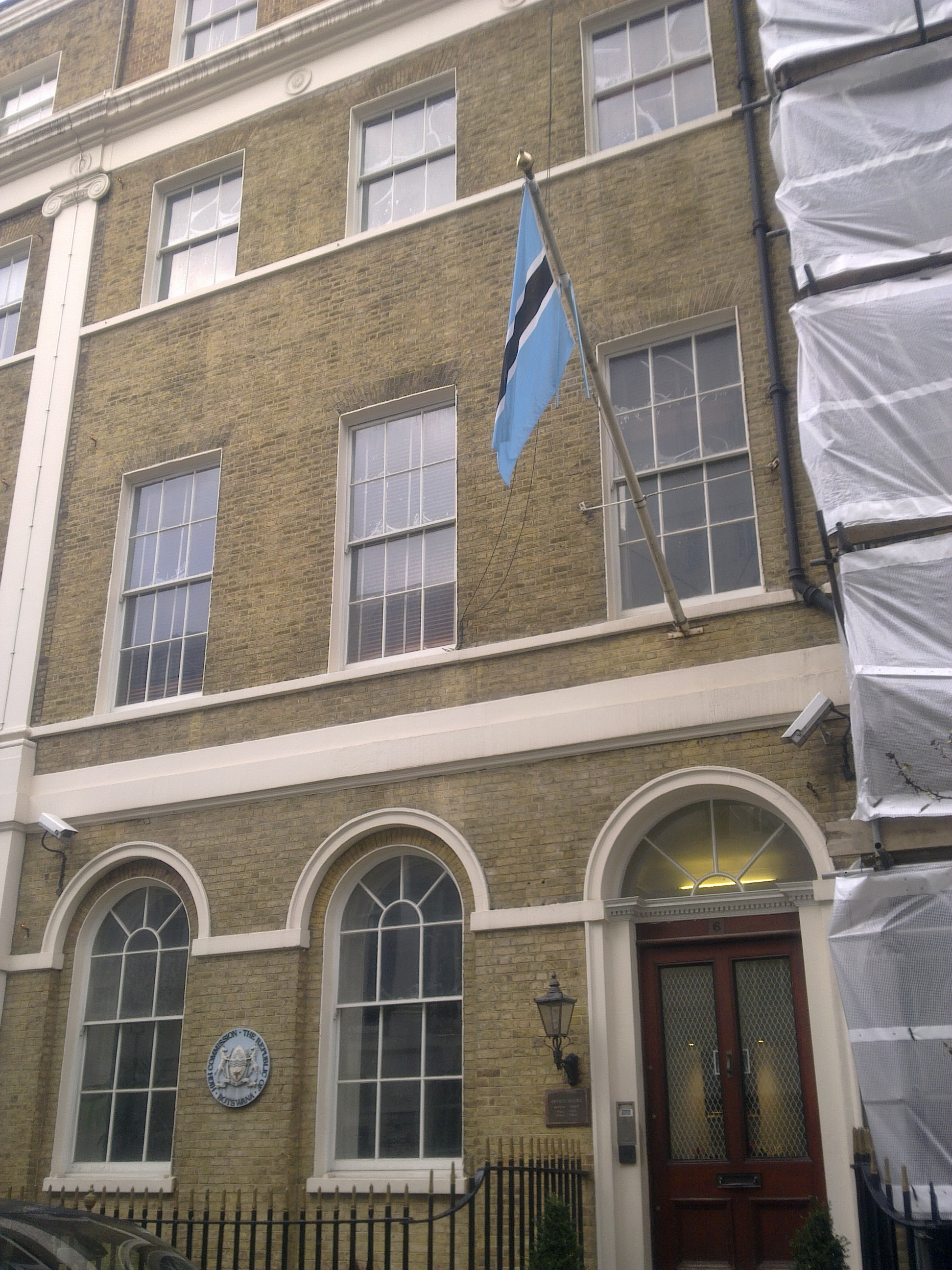
Die Botschaft Botswanas in London. Sie ist seit dem Beginn der diplomatischen Beziehungen 1980 auch für Portugal zuständig.

Erst nach dem Ende der Diktatur mit der linksgerichteten Nelkenrevolution 1974 und dem anschließenden tiefgreifenden Wandel der Außenpolitik Portugals näherten sich beide Länder langsam an. Parallel ließ sich eine Anzahl portugiesischer Siedler, die vor allem vor dem 1975 ausgebrochenen Bürgerkrieg in Angola flohen, im friedlicheren und stabileren Botswana nieder.
Am 21. April 1980 nahmen beide Staaten direkte diplomatische Beziehungen auf, 1982 akkreditierte sich erstmals ein portugiesischer Vertreter in Botswana. Eigene gegenseitige Botschaften richteten die beiden Staaten danach nicht ein (Stand Anfang 2022). Die Priorität der portugiesischen Außenpolitik auf die portugiesischsprachigen Staaten Afrikas und auf andere, enger verbundene Staaten der Region einerseits und die politische Konzentration Botswanas auf die regionale Integration andererseits ließen seither nur wenig engere Beziehungen entstehen.

## Diplomatie
Botswana führt keine eigene Botschaft in Portugal, das Land wird vom botswanischen Botschafter in London betreut. Auch botswanische Konsulate sind in Portugal nicht eingerichtet (Stand April 2022).
Portugal unterhält ebenfalls keine eigene Botschaft in Botswana, das Land gehört zum Amtsbezirk des portugiesischen Botschafters in Südafrika. Auch ein Konsulat hat Portugal aktuell nicht in Botswana, zuständig ist hier das Generalkonsulat Portugals im südafrikanischen Johannesburg (Stand April 2022).

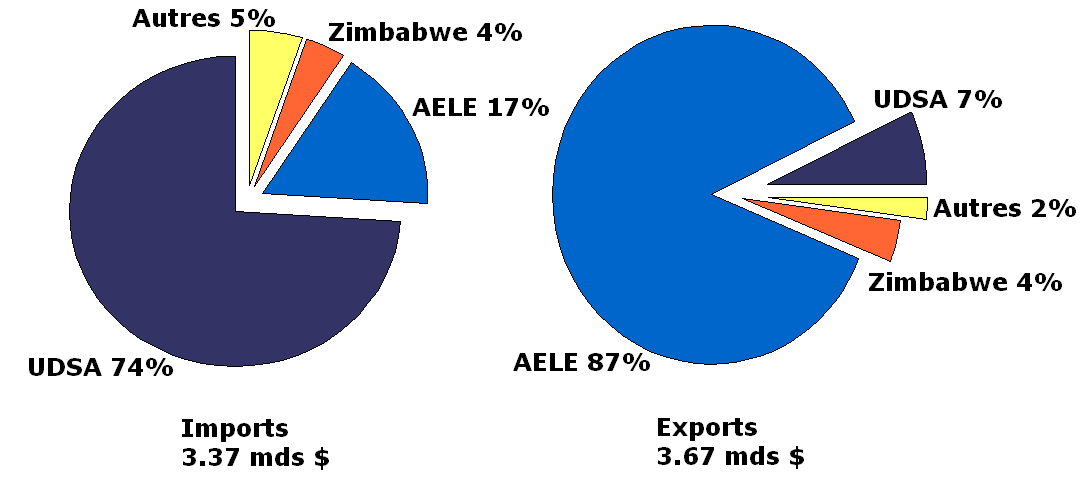
Außenhandelsstruktur Botswanas: Das Land exportiert vor allem Diamanten und ist ansonsten vor allem im südlichen Afrika aktiv und unterhält vergleichsweise wenige Handelsbeziehungen nach Europa und dabei besonders wenige zu Portugal.

## Wirtschaft
Das Handelsvolumen zwischen Botswana und Portugal belief sich im Jahr 2020 auf 1,162 Mio. Euro (2019: 0,833 Mio.; 2018: 0,204 Mio.; 2017: 0,385 Mio.; 2016: 0,941 Mio., 2015: 0,567 Mio., 2010: 5,761 Mio.: 2005: 7,719 Mio.), mit einem Handelsbilanzüberschuss zu Gunsten Portugals von zuletzt (2020) 1,086 Mio. Euro (2019: 0,823 Mio.; 2018: 0,204 Mio.; 2017: 0,385 Mio.; 2016: 0,939 Mio.; 2015: 0,565 Mio.; 2010: -4,079 Mio.; 2005: 3,607 Mio.).
Dabei importierte Botswana Waren im Wert von 1,124 Mio. Euro aus Portugal, darunter 83,5 % Maschinen und Geräte, 8,0 % Kunststoffe und Gummi, und 6,8 % Holzstoffe.
Portugal führte gleichzeitig aus Botswana Waren im Wert von 38.000 Euro ein, ausschließlich Maschinen und Geräte.
Damit stand Botswana im portugiesischen Außenhandel an 170. Stelle als Abnehmer und an 163. Stelle als Lieferant.
Die portugiesische Außenhandelskammer AICEP unterhält keine Niederlassung in Botswana, das Land wird vom AICEP-Büro in der südafrikanischen Hauptstadt Pretoria betreut.
Bedingt durch die Nähe zum Nachbarn Südafrika und dessen deutlich engere Beziehungen zu Portugal dehnen portugiesische Unternehmen ihre Aktivitäten von dort gelegentlich auch bis nach Botswana aus oder nutzen Botswana als regionalen Sitz. 2019 etwa ging Infraspeak, ein portugiesisches Start-Up für Software-Lösungen für Unternehmensverwaltungen, diesen Weg, indem es eine Partnerschaft mit dem botswanischen Unternehmen Pivotal Development & Consulting in Gaborone einging, um von dort neben dem botswanischen auch den südafrikanischen Markt zu erschließen.

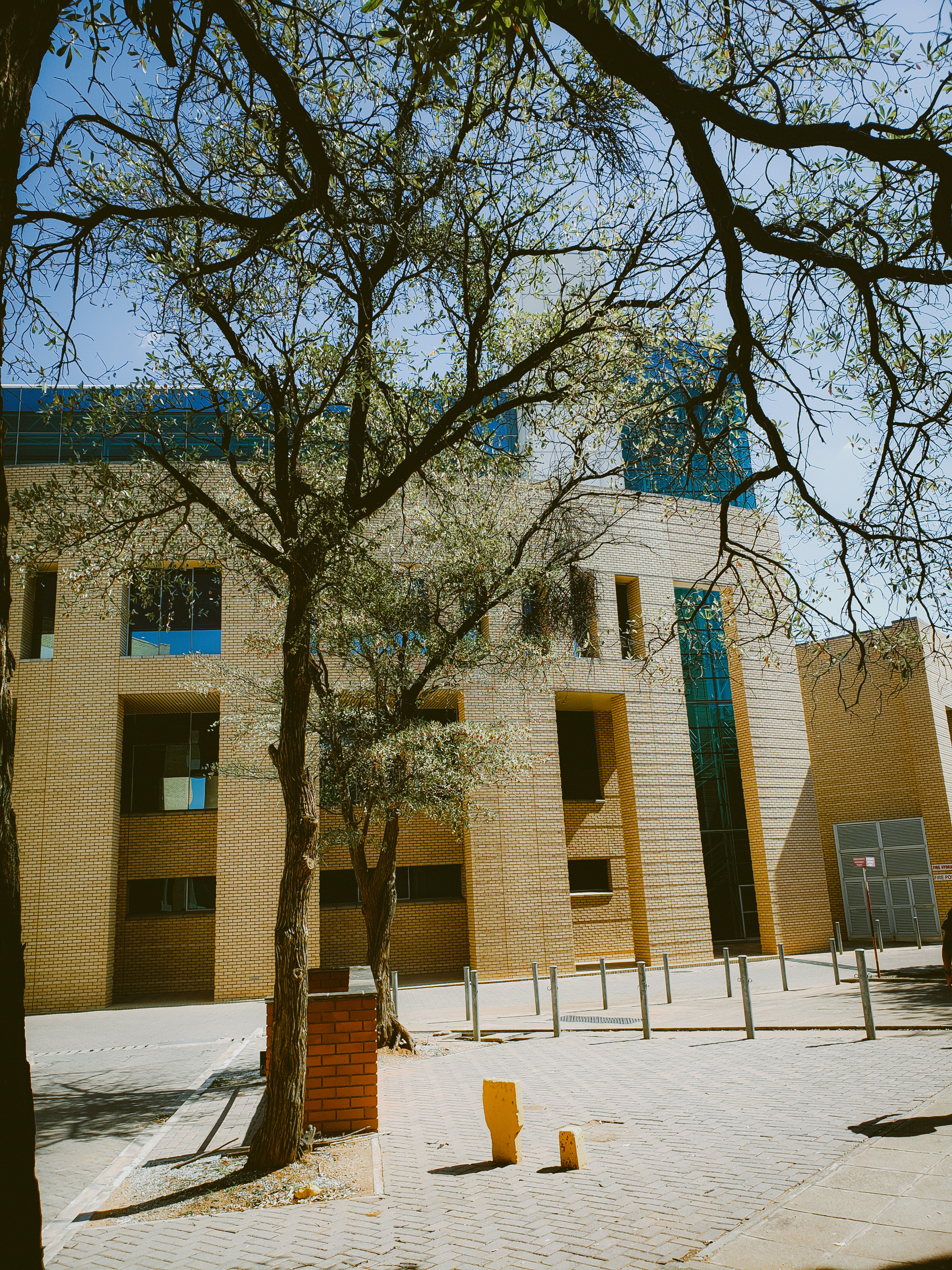
Bibliothek der Universität von Botswana. Seit 2014 wird hier auch Portugiesisch gelehrt, und es bestehen dazu Kooperationen mit Portugals Kulturinstitut Instituto Camões.

## Kultur
Das portugiesische Kulturinstitut Instituto Camões ist in Botswana u. a. mit Lektoraten an Hochschulen präsent.
2014 führte Botswana die portugiesische Sprache als dritte Fremdsprache in der Hochschullehre des Landes ein, nach Französisch und Chinesisch. Als Grund wurde, neben einer verbesserten Vorbereitung der Studenten auf eine globalisierte Welt, auch die Bedeutung des Portugiesischen im regionalen Wirtschaftsraum der Entwicklungsgemeinschaft des südlichen Afrika (SADC) angeführt.

## Sport
Die botswanische Fußballnationalmannschaft und die portugiesische Fußballauswahl der Männer sind bisher noch nicht aufeinandergetroffen, auch die botswanische und die portugiesische Frauenelf haben bislang noch nicht gegeneinander gespielt (Stand April 2022).
Im Rugby sind die Auswahlen beider Länder bereits aufeinandergetroffen, insbesondere im Siebener-Rugby. So siegte Portugal gegen Botswana bei den Namibia Sevens 2009 mit 22:05.
Der botswanische Leichtathlet Glody Dube wurde bei den Leichtathletik-Hallenweltmeisterschaften 2001 in Lissabon Fünfter.